# 羅萬化
羅萬化（1536年—1594年），字一甫，號康洲，浙江會稽縣人。明代狀元、政治人物。

## 生平
羅萬化六歲時就讀於鄉塾，有大樓傾倒，唯萬化不為所動。浙江鄉試第八十四名舉人。隆慶二年（1568年）中式戊辰科會試第三百五十一名，第一甲第一名進士，授翰林院修撰，升侍讀。因不奉迎张居正，不得升遷。居正死後，十年七月升右春坊右谕德兼侍读，十一年五月升任国子祭酒，十二年正月升南京礼部右侍郎。
十七年十二月起復南京吏部右侍郎，十九年九月升吏部左侍郎，兼翰林院侍读学士，二十年二月充经筵讲官，六月官至礼部尚书兼翰林院学士。二十二年九月七次上表乞歸，病逝于归家途中，赠太子少保，谥文懋。

## 著作
《世泽编》十六卷。

## 家族
曾祖羅霳，曾任義官；祖父羅道；父羅拱璧，字應瑞，號望湖。母沈氏。具庆下。
- 羅萬化題寫的莆田“大宗伯第”匾額